# Jezioro Kołomąckie
Jezioro Kołomąckie – jezioro na Równinie Gryfickiej w zlewni rzeki Wołczy, położone w gminie Gryfice, w woj. zachodniopomorskim, o powierzchni 33,1 ha. Średnia głębokość zbiornika to 2,6 m, a maksymalna głębokość to 4,6 m. Objętość wody Jeziora Kołomąckiego wynosi 860,6 tys. m³. Zwierciadło wody jeziora znajduje się na wysokości 22,7 m n.p.m.
Jest to jezioro rynnowe o stromych brzegach, wydłużone na osi północ-południe (N-S). Przez jezioro przepływa Wołczka, niewielki ciek będący lewobrzeżnym dopływem Wołczy. 
Na przeważającej długości linii brzegowej jezioro otoczone jest lasami, na ogół niedostępne, w strefie przybrzeżnej znajduje się pas trzcin. Jedynie w północno-wschodniej części jeziora brzegi są zagospodarowane na cele rekreacyjne - znajdują się tu plaża, pomosty, domki campingowe.
Według typologii rybackiej jest to jezioro linowo–szczupakowe.